# Iñaki Gil de San Vicente
Iñaki Gil de San Vicente (Sant Sebastià, 18 de setembre de 1952) és un professor i pensador basc marxista, conegut pel seu activisme a l'esquerra abertzale. És autor de nombrosos articles a publicacions com Egin, Gara i a altres mitjans de comunicació alternatius.

## Obra publicada
- Contra eurocomunismo: revolución (Ediciones Vascas, 1979)
- Marxismo versus sociología (Boltxe Kolektiboa, 2013)
- Cooperativismo obrero, consejismo y autogestión socialista (AKE Argitalpenak, 2013)
- Derechos humanos como arma de destrucción masiva (amb Cocepción Cruz, Boltxe Kolektiboa, 2015)
- El nacionalismo imperialista del Partido Comunista Español: crítica de una historia de dominación (AKE Argitalpenak, 2016)
- Nacionalismo revolucionario: Hermanos Etxebarrieta, Txikia, Argala (amb José M. Lorenzo, Boltxe Kolektiboa, 2018)
- Tesis contra el fascismo: 2005-2018 (DDT Liburuak, 2018)
- 'El Capital', un libro que asusta al capital… Y al reformismo (Boltxe Kolektiboa, 2019)[3]
- Pensar y practicar el marxismo (Boltxe Kolektiboa, 2019)[4]